# Warszewice (Łódź)
Pour les articles homonymes, voir Warszewice.
Warszewice est une localité polonaise de la gmina de Stryków, située dans le powiat de Zgierz en voïvodie de Łódź.